# Sabarat
Sabarat (okzitanisch Savarat) ist eine französische Gemeinde mit 377 Einwohnern (Stand 1. Januar 2022) im Département Ariège in der Region Okzitanien (zuvor Midi-Pyrénées); sie gehört zum Arrondissement Saint-Girons und zum Kanton Arize-Lèze.

## Lage
Sabarat liegt am Fluss Arize im Norden des Départements Ariège. Nächstgelegene Stadt ist das etwa 18 Kilometer (Luftlinie) östlich gelegene Pamiers; die Großstadt Toulouse ist knapp 70 Kilometer in nördlicher Richtung entfernt. Die Gemeinde ist Teil des Massif du Plantaurel und liegt innerhalb des Regionalen Naturparks Pyrénées Ariégeoises.
Die Gemeinde besteht aus dem Dorf Sabarat sowie Einzelgehöften.

## Geschichte
Der Dolmen von Peyré belegt eine Besiedlung bereits in der Frühzeit. Auf Gemeindegebiet wurden zudem Überreste eines keltischen Oppidums gefunden. Der Ort gehört historisch zur Region Volvestre innerhalb des Languedoc. Im Mittelalter war Sabarat Teil der Grafschaft Foix. Im Jahr 1060 wird eine Kirche Saint-Pierre de Molières erwähnt. Die Mehrheit der Bewohner trat im 16. Jahrhundert zur Reformierten Kirche über. Im September 1625 rückte ein königliches Heer von 14000 Mann zur Bekämpfung des Calvinismus an. Die Einwohner flüchteten in die befestigte Stadt Le Mas-d’Asil. Noch 1683 sind von 520 Einwohnern 370 Protestanten und nur 150 Katholiken. Erst mit der Rekatholisierung wurde 1688 wieder eine katholische kirche errichtet. Die Gemeinde gehörte von 1793 bis 1801 zum District Mirepoix-Pamiers. Zudem war sie von 1793 bis 2015 Teil des Kantons Le Mas d’Azil (1793–1801 unter dem Namen Kanton Mas d’Azis).

## Bevölkerungsentwicklung
| Jahr                       | 1962 | 1968 | 1975 | 1982 | 1990 | 1999 | 2006 | 2012 | 2019 |
| Einwohner                  | 348  | 327  | 305  | 279  | 304  | 284  | 337  | 340  | 384  |
| Quellen: Cassini und INSEE |      |      |      |      |      |      |      |      |      |

Im 19. Jahrhundert zählte der Ort zeitweise über 800 Einwohner. Die zunehmende Mechanisierung der Landwirtschaft führte in der ersten Hälfte des 20. Jahrhunderts zu einem kontinuierlichen Absinken der Einwohnerzahlen bis auf die Tiefststände um 1980.

## Sehenswürdigkeiten
- Dolmen und Überreste eines Oppidums in Peyré
- reformierte Kirche (Temple) aus dem 18. Jahrhundert (1869/1870 restauriert)
- katholische Dorfkirche Sainte-Anne aus dem Jahr 1688
- Fachwerkhäuser am linken Ufer der Arize
- Sternwarte[1]